# B3GNT3
B3GNT3 (англ. UDP-GlcNAc:betaGal beta-1,3-N-acetylglucosaminyltransferase 3) – білок, який кодується однойменним геном, розташованим у людей на короткому плечі 19-ї хромосоми. Довжина поліпептидного ланцюга білка становить 372 амінокислот, а молекулярна маса — 42 534.
| 10         |  | 20         |  | 30         |  | 40         |  | 50         |
| ---------- |  | ---------- |  | ---------- |  | ---------- |  | ---------- |
| MKYLRHRRPN |  | ATLILAIGAF |  | TLLLFSLLVS |  | PPTCKVQEQP |  | PAIPEALAWP |
| TPPTRPAPAP |  | CHANTSMVTH |  | PDFATQPQHV |  | QNFLLYRHCR |  | HFPLLQDVPP |
| SKCAQPVFLL |  | LVIKSSPSNY |  | VRRELLRRTW |  | GRERKVRGLQ |  | LRLLFLVGTA |
| SNPHEARKVN |  | RLLELEAQTH |  | GDILQWDFHD |  | SFFNLTLKQV |  | LFLQWQETRC |
| ANASFVLNGD |  | DDVFAHTDNM |  | VFYLQDHDPG |  | RHLFVGQLIQ |  | NVGPIRAFWS |
| KYYVPEVVTQ |  | NERYPPYCGG |  | GGFLLSRFTA |  | AALRRAAHVL |  | DIFPIDDVFL |
| GMCLELEGLK |  | PASHSGIRTS |  | GVRAPSQRLS |  | SFDPCFYRDL |  | LLVHRFLPYE |
| MLLMWDALNQ |  | PNLTCGNQTQ |  | IY         |  |            |  |            |

A: Аланін

C: Цистеїн

D: Аспарагінова кислота

E: Глутамінова кислота

F: Фенілаланін

G: Гліцин

H: Гістидин

I: Ізолейцин

K: Лізин

L: Лейцин

M: Метіонін

N: Аспарагін

P: Пролін

Q: Глутамін

R: Аргінін

S: Серин

T: Треонін

V: Валін

W: Триптофан

Кодований геном білок за функціями належить до трансфераз, глікозилтрансфераз. 
Локалізований у мембрані, апараті гольджі.